# Pedro Gomes (Brasilien)
Pedro Gomes, amtlich Município de Pedro Gomes, ist eine Stadt im brasilianischen Bundesstaat Mato Grosso do Sul in der Mesoregion Central-Nord in der Mikroregion Alto Taquari.

## Geografie

### Lage
Die Stadt liegt 307 km von der Hauptstadt des Bundesstaates (Campo Grande) und 931 km von der Landeshauptstadt (Brasília) entfernt. Nachbarstädte sind Coxim, Sonora, Alcinópolis und Alto Araguaia.

### Gewässer
Die Stadt steht unter dem Einfluss des Rio Paraná, der zum Flusssystem des Río de la Plata gehört.
Die wichtigsten Flüsse sind: 
- Rio do Peixe:  rechter Nebenfluss des Rio Taquari, Grenze zwischen Mato Grosso do Sul und Mato Grosso.
- Rio Piquiri: linker Nebenfluss des Rio Correntes,
- Rio Taquari: linker Nebenfluss der Río Paraguay

### Vegetation
Das Gebiet ist ein Teil der Cerrados (Savanne Zentralbrasiliens).

### Klima
In der Stadt herrscht tropisches Klimas (Aw). Die durchschnittliche Temperatur liegen zwischen 20 °C und 24 °C. Es fällt zwischen 1000 und 1500 mm Niederschlag jährlich.

## Verkehr
In der Stadt mündet die Landesstraße MS-418 auf die MS-215.

## Durchschnittseinkommen und HDI
Das Durchschnittseinkommen lag 2011 bei 19.191 Real, der Index der menschlichen Entwicklung (HDI) bei 0,671.